# Khesht
Khesht (farsi خشت) è una città dello shahrestān di Kazerun, circoscrizione di Khesht e Kamaraj, nella provincia di Fars. Aveva, nel 2006, una popolazione di 10.332 abitanti. 